# Home internet Solution
Home internet Solution (HiS) – cyfrowa technologia opracowana przez firmę Ericsson, umożliwiająca przesyłanie danych przez linię telefoniczną z przepustowością 115 kb/s lub 70 kb/s, gdy równocześnie prowadzona jest rozmowa telefoniczna.
Urządzenia dostępowe systemu produkowane były przez nowozelandzki oddział firmy Ericsson w zakładach w Australii i Singapurze, a terminale abonenckie po roku 2000 w Polsce przez firmę Radomska Wytwórnia Telefonów - Telefony Polskie SA (obecnie Radomska Wytwórnia Telekomunikacyjna SA w likwidacji).
Na bazie systemu Telekomunikacja Polska oferowała usługę SDI. W Polsce wdrożeniem rozwiązania od 1998 zajmowała się RWT, która w latach 1999–2004 sprzedała TP SA system o łącznej pojemności ponad 125 tys. linii abonenckich w wersji 1.0 (Kalisz), 1.5 i 2.0. Około 500 linii abonenckich w oparciu o system w wersjach 1.5 i 2.0 uruchomiły również Telefony Opalenickie SA.
Na początku XXI wieku Ericsson zaoferował także technologię HiS SHDSL (HiS 3.0), pozwalającą na osiągnięcie przepustowości łącza na poziomie 2 Mbit/s. Rozwiązanie to RWT wdrożyła jedynie na małą skalę w ZAK Spółka Akcyjna. Istniały również plany stworzenia rozwiązania na bazie technologii ADSL, które jednak nigdy nie zostały zrealizowane ze względu na ogłoszenie upadłości RWT SA w 2004, której jedną z przyczyn było nieprzystąpienie przez TP SA do realizacji kontraktu na zakup kolejnej partii systemu, w związku z rozpoczęciem wdrażania na skalę masową nowej usługi dostępu do internetu - Neostrady.
Polska była jedynym krajem, gdzie rozwiązanie to spotkało się z zainteresowaniem ze strony operatorów telekomunikacyjnych. Podejmowano próby jego wdrożenia m.in. w Singapurze i Rosji, jednak nie przyniosły one większych rezultatów. Obecnie usługi na bazie systemu HiS są jeszcze świadczone przez Telefony Opalenickie SA.